# Milena Salcedo
Jannie Milena Salcedo Zambrano (Bogotá, 14 de mayo de 1988) es una ciclista de pista y ruta colombiana. Desde 2025 corre para el equipo mexicano de categoría amateur Pato Bike BMC Team.

## Palmarés en pista
| 2009 - Campeonato de Colombia de Ciclismo en Pista - Plata en 500 metros contrarreloj - Plata en Velocidad por equipos (junto con Sol Angie Roa) - Plata en Velocidad individual 2010 - Campeonato de Colombia de Ciclismo en Pista - Bronce en 500 metros contrarreloj - Plata en Keirin - Plata en Velocidad por equipos (junto con Yesenia Narvaez) - Juegos Suramericanos - Plata en 500 metros contrarreloj - Plata en Velocidad individual - Plata en Keirin - Oro en Velocidad por equipos (junto con Diana García Orrego) 2011 - Campeonato de Colombia de Ciclismo en Pista - Bronce en 500 metros contrarreloj - Plata en Keirin - Bronce en Velocidad individual - Plata en Velocidad por equipos (junto con Paula Ossa) - Oro en Scratch 2012 - Campeonato de Colombia de Ciclismo en Pista - Bronce en 500 metros contrarreloj - Plata en Keirin - Oro en Velocidad por equipos (junto con Paula Ossa) - Oro en Scratch - Oro en Ómnium 2013 - Campeonato de Colombia de Ciclismo en Pista - Oro en Persecución por equipos (junto con Jessica Parra, Angie Guzmán y Liliana Romero) - Oro en Scratch - Oro en Ómnium - Campeonato Panamericano de Ciclismo en Pista - Plata en Scratch - Plata en Persecución por equipos (junto con Serika Gulumá y María Luisa Calle) - Juegos Bolivarianos - Plata en Persecución por equipos (junto con Jessica Parra, Lorena Vargas y María Luisa Calle) - Plata en Ómnium 2014 - Copa del Mundo de ciclismo en pista de 2013-2014 - Plata en Scratch - Campeonato de Colombia de Ciclismo en Pista - Oro en Persecución por equipos (junto con Camila Valbuena, Laura Lozano y Angie Guzmán) - Oro en Ómnium - Juegos Centroamericanos y del Caribe - Bronce en Persecución por equipos - Plata en Ómnium - Revolution Series - Londres, Reino Unido - Oro en Scratch | 2015 - Campeonato de Colombia de Ciclismo en Pista - Oro en Persecución por equipos (junto con Jessica Parra, Camila Valbuena, y Angie Guzmán) - Oro en Scratch - Oro en Ómnium - Copa Cuba de Pista - Plata en Ómnium - Marymoor Grand Prix - Redmond, Estados Unidos de América - Plata en Ómnium 2016 - Campeonato de Colombia de Ciclismo en Pista - Oro en Persecución por equipos (junto con Jessica Parra, Camila Valbuena, y Tatiana Dueñas) - Bronce en Scratch 2017 - Campeonato de Colombia de Ciclismo en Pista - Plata en Scratch - Oro en Persecución por equipos (junto con Jessica Parra, Camila Valbuena, y Tatiana Dueñas) - Plata en Scratch - Oro en Madison o Americana (junto con Jessica Parra) - Juegos Bolivarianos - Oro en Persecución por equipos (junto con Camila Valbuena, Jessica Parra y Tatiana Dueñas) - Plata en Scratch 2018 - Campeonato de Colombia de Pista - Oro en Persecución por equipos - Juegos Suramericanos - Oro en Persecución por equipos - Oro en Madison o Americana (junto con Jessica Parra) - Juegos Centroamericanos y del Caribe en Pista - Plata en Persecución por equipos (junto con Serika Gulumá, Lorena Colmenares, Jessica Parra y Yesi Dueñas) - Bronce en Madison (junto con Jessica Parra) 2019 - Juegos Panamericanos - Bronce en Persecución por Equipos |

## Palmarés en ruta
2018
- 2.ª en el Campeonato de Colombia en Ruta

2019
- 1 etapa de la Vuelta a Colombia

2021
- 2 etapas de la Vuelta Femenina a Guatemala

2024
- 1 etapa de la Vuelta Femenina a Costa Rica

2025
- 1 etapa de la Vuelta Femenina a Guatemala